# أليخاندرو غوتيريز غوتيريز
أليخاندرو غوتيريز غوتيريز (بالإسبانية: Alejandro Gutiérrez Gutiérrez)‏ هو سياسي مكسيكي، ولد في 16 نوفمبر 1956 في سالتيو في المكسيك. حزبياً، نشط في الحزب الثوري المؤسساتي. وقد انتخب عضو مجلس الشيوخ من المكسيك وانتخب عضو مجلس النواب المكسيك.